# 在原棟梁
在原 棟梁（ありわら の  むねはり）は、平安時代前期の貴族・歌人。平城天皇の後裔で、右近衛中将・在原業平の長男。官位は従五位上・左衛門佐。中古三十六歌仙の一人。

## 経歴
清和朝の貞観11年（869年）春宮舎人に任ぜられ、春宮・貞明親王に仕える。陽成朝で左近衛将監・左兵衛権大尉と武官を歴任する。
元慶8年（884年）光孝天皇の即位に伴って蔵人に任ぜられる。翌仁和元年（885年）従五位下・雅楽頭に叙任されると、仁和2年（886年）左兵衛佐、寛平8年（896年）左衛門佐と光孝朝後半から宇多朝にかけて再び武官を歴任。寛平9年（898年）従五位上に至る。昌泰元年（898年）卒去。
歌人として、勅撰和歌集に『古今和歌集』4首・『後撰和歌集』2首・『続後拾遺和歌集』1首が採録されている。

## 官歴
注記のないものは『日本三代実録』による。
- 貞観11年（869年） 3月：春宮舎人（春宮・貞明親王）[4]
- 時期不詳：兵庫助[4]
- 時期不詳：左近衛将監[5]
- 元慶4年（880年） 正月11日：左兵衛権大尉[4]
- 元慶8年（884年） 2月：蔵人[4]
- 時期不詳：正六位上
- 元慶9年（885年） 正月22日：従五位下。4月27日：雅楽頭
- 仁和2年（886年） 6月13日：左兵衛佐
- 寛平3年（891年） 4月11日：兼安芸介[4]
- 寛平8年（896年） 正月26日：左衛門佐[4]
- 寛平9年（897年） 7月13日：従五位上[4]
- 昌泰元年（898年） 2月23日：兼筑前守[5]。日付不詳：卒去[4]

## 系譜
- 父：在原業平
- 母：紀有常の娘[6]
- 生母不明の子女
  - 男子：在原元方 - 中古三十六歌仙の一人
  - 男子：在原元清
  - 男子：戒仙[7]
  - 女子：本院侍従 - 藤原国経室、藤原滋幹生母、谷崎潤一郎の『少将滋幹の母』のモデル
  - 女子：おほつぶね[8]